# Santa Cruz del Retamar
Santa Cruz del Retamar község Spanyolországban, Toledo tartományban. Santa Cruz del Retamar Almorox, Aldea del Fresno, Villa del Prado, Méntrida, La Torre de Esteban Hambrán, Las Ventas de Retamosa, Fuensalida, Portillo de Toledo, Maqueda, Quismondo és Escalona községekkel határos. Lakosainak száma 4038 fő (2024).

## Népesség
A település népessége az utóbbi években az alábbiak szerint változott:
| Lakosok száma | 1752 | 2180 | 2723 | 2972 | 3095 | 2998 | 2871 | 3079 | 3682 | 4038 |
|               | 2001 | 2004 | 2007 | 2009 | 2012 | 2014 | 2017 | 2019 | 2022 | 2024 |